# حسين أباد (فردوس)
حسين أباد (بالفارسية: حسین‌آباد) هي مستوطنة تقع في Howmeh Rural District في إيران. يقدر عدد سكانها بـ 377 نسمة .